# حروف شرق آسيا

حروف شرق آسيا مشتقة من الأحرف الصينية القديمة. من اليسار إلى اليمين: اليابانية والفيتنامية والكورية والصينية المبسطة والصينية التقليدية التايوانية.

حروف شرق آسيا أو ( CJK Character ) هو مصطلح جماعي للغات الصينية واليابانية والكورية ، التي تتضمن الأحرف الصينية ومتشقاتها في أنظمة الكتابة الخاصة بهم، في بعض الأحيان، يتم تضمين الفيتنامية ، مما يجعل اختصارها ( CJKV) ، حيث استخدم الفيتناميون الأحرف الصينية تاريخيًا أيضًا. بشكل جماعي، حروف شرق آسيا غالبا ما تشمل هانزي في الصينية ، كانجي ، كانا في اليابانية ، الهانجا ، الهانغل في كوريا ، و هان تو أو تشو نم في الفيتنامية .

## مخزون الحروف
تتم كتابة لغة الماندرين الصينية والكانتونية القياسية بالحروف الصينية تقريبًا، أي أكثر من 3000 حرف من الحروف العامة، وما يصل إلى 40,000 حرفبشكل كامل. يستخدم اليابانيون أحرفًا أقل و يمكنأن تكون حروف القراءة والكتابة العامة باللغة اليابانية بـ 2136 حرفًا تقريبًا. أما في كوريا فقد أصبح استخدام الاحرف الصيمية نادرًا تدريجيًا، والآن، يتم تدريس الطلاب في كوريا الجنوبية 1800 حرف.
النصوص الأخرى المستخدمة لهذه اللغات، مثل البوبوموفو وبينيين للغة الصينية، هيراغانا وكاتاكانا للغة اليابانية، و الهانغل لكوريا، ليست بالضرورة كل الأحرف الموجودة في قائمة حروف شرق آسيا، ولكنها تشمل كل الأحرف الضرورية تغطية كامل اللغات المستهدفة.
حتى أوائل القرن العشرين، كانت اللغة الصينية الكلاسيكية هي اللغة الرسمية في فيتنام. بينما الأدب الشعبي كُتب باللغة الفيتنامية تشو نم ، التي تتكون من أحرف صينية مع العديد من الحروف المحلية. بحلول نهاية عشرينيات القرن العشرين، تم استبدال كلا النصين بالكتابة باللغة الفيتنامية باستخدام الأبجدية الفيتنامية القائمة على اللاتينية.  

## الوضع القانوني
نعاونت المكتبان في معايير الترميز لأحرف جاكفي في أوائل الثمانينيات.، حسب ما قال خبير معالجة البيانات كين لوندي ، كان الاختصار "CJK" أو حروف شرق آسيا علامة تجارية مسجلة لمجموعة مكتبات المكتبات البحثية  (التي اندمجت مع OCLC في عام 2006).
و انتهت صلاحية العلامة التجارية بين عامي 1987 و 2009.

## روابط خارجية
- CJKV: مقدمة موجزة
- مقالة Lemberg CJK من الأعلى، TUGboat18-3
- على "CJK Unified Ideograph" ، من موقع Wenlin.com